# Христо Кръстюв
Христо Стефанов Кръстюв е български търговец на колониални стоки, народен представител в Учредителното събрание, либерал.

## Биография
Роден е в Рахово. Избран за народен представител в Учредителното събрание от Оряховски окръг. Депутат е във 2 обикновено народно събрание от Алтимирска избирателна околия, избран в допълнителните избори и в 6 обикновено народно събрание от Оряховска избирателна околия. Член на Народнолибералната партия и неин председател на бюрото в Рахово. Изключен от партията през 1891 г. Бил е председател на Раховската дружина „Свободна и независима България“.
Занимава се с търговия на колониални стоки. През 1894 г. е общински съветник от либералната партия (радослависти). Кмет на Оряхово в периода 9 май 1899 – 4 февруари 1901 г. Издава в. „Козлодуйски бряг“ (1888), който е близък до Стефан Стамболов. Починал в Рахово.